# Testudinidae
Le Testudinidi (Testudinidae Batsch, 1788) sono una famiglia di rettili dell'ordine delle Testudines.

## Tassonomia
La famiglia comprende i seguenti generi e specie:
- Genere Aldabrachelys
  - † Aldabrachelys abrupta (Grandidier, 1868)
  - Aldabrachelys gigantea (Schweigger, 1812) - testuggine gigante di Aldabra
  - † Aldabrachelys grandidieri (Vaillant, 1885)
- Genere Astrochelys
  - Astrochelys radiata (Shaw, 1802) - testuggine radiata
  - Astrochelys yniphora (Vaillant, 1885) - testuggine Angonoka
- Genere Centrochelys
  - † Centrochelys atlantica (López-Jurado, Mateo, & García-Márquez, 1998)[4]
  - † Centrochelys burchardi (Ahl, 1926)[4]
  - † Centrochelys marocana
  - † Centrochelys robusta
  - † Centrochelys vulcanica López-Jurado & Mateo, 1993[4]
  - Centrochelys sulcata (Miller, 1779) - testuggine sulcata
- Genere Chelonoidis
  - Chelonoidis abingdonii (Günther, 1877) - testuggine gigante dell'isola Pinta †
  - Chelonoidis becki (Rothschild, 1901) - testuggine gigante del Vulcano Wolf
  - Chelonoidis carbonarius (Spix, 1824) - testuggine dai piedi rossi
  - Chelonoidis chathamensis (Van Denburgh, 1907) - testuggine gigante di San Cristobal
  - Chelonoidis chilensis (Gray, 1870) - testuggine del Chaco
  - Chelonoidis darwini (Van Denburgh, 1907) - testuggine gigante dell'isola di Santiago
  - Chelonoidis denticulatus (Linnaeus, 1766) - testuggine piedi gialli
  - Chelonoidis donfaustoi Poulakakis, Edwards & Caccone, 2015 -
  - Chelonoidis duncanensis (Garman, 1966) - testuggine gigante di Pinzon
  - Chelonoidis guntheri (Baur, 1889) -
  - Chelonoidis hoodensis (Van Denburgh, 1907) - testuggine gigante dell'isola di Española
  - Chelonoidis microphyes (Günther, 1875)) -
  - Chelonoidis niger (Quoy & Gaimard, 1824) -
  - Chelonoidis phantasticus (Van Denburgh, 1907) - testuggine gigante dell'isola Fernandina
  - Chelonoidis porteri (Rothschild, 1903) - testuggine gigante di Santa Cruz
  - Chelonoidis vandenburghi (Desola, 1930) -
  - Chelonoidis vicina (Günther, 1874) - testuggine gigante del vulcano Cerro Azul
- Genere Chersina
  - Chersina angulata (Schweigger, 1812) - testuggine angulata
- Genere Chersobius
  - Chersobius signatus (Gmelin, 1789) - testuggine maculata del Capo
  - Chersobius solus Branch, 2007 - testuggine di Nama
  - Chersobius boulengeri Duerden, 1906 - testuggine di Boulenger
- Genere Geochelone
  - Geochelone elegans (Schoepff, 1795) - testuggine stellata indiana
  - Geochelone platynota (Blyth, 1863) - testuggine stellata birmana
- Genere Gopherus
  - Gopherus agassizii (Cooper, 1861) - testuggine del deserto di Agassiz
  - Gopherus berlandieri (Agassiz, 1857) - testuggine del Texas
  - Gopherus evgoodei Edwards, Karl, Vaughn, Rosen, Meléndez-Torres & Murphy, 2016 -
  - Gopherus flavomarginatus Legler, 1959 - testuggine di Bolson
  - Gopherus morafkai Murphy, Berry, Edwards, Leviton, Lathrop & Riedle, 2011 - testuggine del deserto di Sonora
  - Gopherus polyphemus (Daudin, 1802) - testuggine Gopher
- Genere Homopus
  - Homopus areolatus (Thunberg, 1787) - testuggine becco di pappagallo
  - Homopus femoralis Boulenger, 1888 - testuggine del Karoo
- Genere Indotestudo
  - Indotestudo elongata (Blyth, 1854) - testuggine elongata
  - Indotestudo forstenii (Schlegel & Müller, 1844) - testuggine di Forsten
  - Indotestudo travancorica (Boulenger, 1907) - testuggine di Travancore
- Genere Kinixys
  - Kinixys belliana Gray, 1831 - testuggine a cerniera posteriore di Bell
  - Kinixys erosa (Schweigger, 1812) - testuggine a cerniera posteriore di foresta
  - Kinixys homeana Bell, 1827 - testuggine a cerniera posteriore di Home
  - Kinixys lobatsiana (Power, 1927) - testuggine a cerniera posteriore di Lobatse
  - Kinixys natalensis Hewitt, 1935 - testuggine a cerniera posteriore del Natal
  - Kinixys nogueyi (Lataste, 1886) - testuggine a cerniera posteriore occidentale
  - Kinixys spekii Gray, 1863 - testuggine a cerniera posteriore di Speke
  - Kinixys zombensis Hewitt, 1931 - testuggine a cerniera posteriore sudorientale
- Genere Malacochersus
  - Malacochersus tornieri (Siebenrock, 1903) - testuggine pancake africana
- Genere Manouria
  - Manouria emys (Schlegel & Müller, 1844) - testuggine gigante asiatica
  - Manouria impressa (Günther, 1882) - testuggine impressa
- Genere Psammobates
  - Psammobates geometricus (Linnaeus, 1758) - testuggine geometrica
  - Psammobates oculiferus (Kuhl, 1820) - testuggine geometrica del Kalahari
  - Psammobates tentorius (Bell, 1828) - testuggine stellata comune
- Genere Pyxis
  - Pyxis arachnoides Bell, 1827 - testuggine ragno
  - Pyxis planicauda (Grandidier, 1867) - testuggine ragno appiattita
- Genere Stigmochelys
  - Stigmochelys pardalis (Bell, 1828) - testuggine leopardo
- Genere Testudo
  - Testudo graeca Linnaeus, 1758 - testuggine greca
  - Testudo hermanni Gmelin, 1789 - testuggine di Hermann
  - Testudo horsfieldii Gray, 1844 - testuggine delle steppe asiatica
  - Testudo kleinmanni Lortet, 1883 - testuggine egiziana
  - Testudo marginata Schoepff, 1792 - testuggine marginata